# Gemitaiz
Gemitaiz, de son vrai nom Davide De Luca, né le 4 novembre 1988 à Rome, est un rappeur italien.

## Biographie

### Débuts (2003-2013)
Gemitaiz se lance dans la musique en 2003. Il collabore avec Canesecco, entre 2006 et 2009, sur trois mixtapes Affare romano (2006), Affare romano vol. 2 (2007) et Affare romano zero (2009), au sein de Xtreme Team, participant ainsi à la scène hip-hop underground romaine. En 2008, il enregistre en studio quelques chansons pour un album solo. Les pistes restantes sont publiées dans une collection intitulée No(mix)tape. En 2009, il signe avec le label indépendant Honiro Label, au sein duquel il publie ses premiers albums solos, Quello che vi consiglio Mixtape (2009), Quello che vi consiglio vol. 2 (2010), Quello che vi consiglio III (2012) et, avec Canesecco, les mixtapes Xtreme Time (2010) et Xtreme Quality (2011), sous le nom de Xtreme Team. En 2011, il collabore avec le rappeur MadMan sur la mixtape Haterproof (2011) et l'EP Detto, fatto. (2012), publiés chez Honiro Label. Ce dernier atteint la première place des classements sur iTunes.
En 2012, il quitte le label Honiro Label et signe avec Tanta Roba, label fondé par Gué Pequeno et DJ Harsh. Ici, il y publie son premier album studio, L'unico compromesso (2013), qui se classe troisième des classements italiens. Puis il sort la mixtape Quello che vi consiglio vol. 4, avant la chanson Intro.

### Kepler(2014)
Le 29 janvier 2014, Gemitaiz est appréhendé à Rome pour détention de stupéfiants. D'après les rapports, il était en possession de kétamine et de marijuana. Dans la suite de la perquisition effectuée à son domicile, la police découvrira d'autres stupéfiants, dont du haschisch. Sa résidence sera surveillée. Après négociations, Gemitaiz est plus tard condamné à un an de prison, dont dix mois avec sursis.
Dans la même année, il retourne au rap avec MadMan, réalisant single Non se ne parla, qui est publié en téléchargement le 2 avril. Le single anticipe la sortie de l'album Kepler, publié le 24 mai chez Tanta Roba. L'album débute à la première place des classements italiens, et certifié disque d'or par la FIMI une semaine après sa sortie.
Le 23 décembre 2014, Gemitaiz annonce sur sa chaîne YouTube la sortie de la mixtape QVC Vol. 5 Mixtape. Précédée par la chanson Rap Doom, dont la vidéo est postée sur YouTube le 29 décembre, elle fait participer de nombreux membres de rap italien, comme MadMan et Clementino.

### Nonostante tutto(depuis 2015)
Le 1er juillet 2015, le rappeur publie le single Bene, diffusé en boucle sur la radio italienne, visant à anticiper son deuxième album studio, intitulé Nonostante tutto, et publié le 22 janvier 2016. Le 20 novembre 2015, il publie en téléchargement gratuit la mixtape QVC6, composée de 16 chansons, et le 17 décembre de la même année, le clip Scusa, extrait de Nonostante tutto et le 22 janvier 2016 le singe Forte.
Nonostante tutto obtient un bon succès en Italie, et fait ses débuts à la première position des classements FIMI , où il est certifié disque d'or deux semaines après sa sortie. Le 12 septembre sort le double-single Giù (resto qua)/Fabio Volo, avant la réédition de Nonostante tutto, sous le titre Reloaded, le 4 novembre. Le 28 décembre de cette année, Gemitaiz annonce sur sa page web, la sortie de la mixtape QVC7 dans les deux jours à venir ; elle se compose de 16 pistes, dont certaines qui font participer d'autres rappeurs comme MadMan et Nitro.

## Discographie

### Albums studio
- 2013 : L'unico compromesso
- 2016 : Nonostante tutto

### Albums collaboratifs
- 2006 : Affare romano vol. 1 (avec Xtreme Team)
- 2007 : Affare romano vol. 2 (avec Xtreme Team)
- 2008 : No(mix)tape (avec Xtreme Team)
- 2009 : Affare romano zero (avec Xtreme Team)
- 2010 : Xtreme Time (avec Xtreme Team)
- 2011 : Xtreme Quality (avec Xtreme Team)
- 2014 : Kepler (avec Madman)